# Lijst van burgemeesters van Vreeland
Dit is een lijst van burgemeesters van de voormalige Nederlandse gemeente Vreeland  totdat deze gemeente in 1964 opging in de gemeente Loenen.
| Ambtsperiode | Naam burgemeester                                                    | Partij of stroming | Bijzonderheden |
| ------------ | -------------------------------------------------------------------- | ------------------ | --- |
| 18?? - 1850  | Hendrik Ruijs                                                        |                    | |
| 1850 - 1852  | J. van Andel                                                         |                    | tevens burgemeester van Nigtevecht, Loenersloot en Ruwiel                                                           |
| 1852 - 1853  | Willem Frederik Hendrik Greup                                        |                    | tevens burgemeester van Nigtevecht, voorheen burgemeester van Vleuten, Haarzuilens en Oudenrijn                     |
| 1853 - 1855  | mr. Cornelis (C.) Fock                                               |                    | tevens burgemeester van Nigtevecht, later onder andere burgemeester van Amsterdam                                   |
| 1855 - 1856  | jhr. mr. Hendrik Abraham Cornelis de la Bassecour Caan               |                    | tevens burgemeester van Nigtevecht, later burgemeester van Noordwijk                                                |
| 1857 - 1858  | jhr. Jan Jacob de Geer van Rijnhuizen                                |                    | tevens burgemeester van Nigtevecht                                                                                  |
| 1858 - 1868  | jhr. Diederik Jan Antonie Albertus van Lawick van Pabst van Nijevelt | liberaal           | tevens burgemeester van Nigtevecht, later burgemeester van Maarssen, Maarsseveen en Arnhem                          |
| 1868 - 1875  | mr. W.H.J. baron van Heemstra (1841-1909)                            |                    | tevens burgemeester van Nigtevecht, eerder burgemeester van Jutphaas                                                |
| 1875 - 1882  | J.G.E. baron van Ittersum                                            |                    | tevens burgemeester van Nigtevecht, later burgemeester van Breukelen-Nijenrode, Breukelen-Sint Pieters en Tienhoven |
| 1882 - 1911  | Jhr. Joan Anthony Ferdinand Backer                                   |                    | tevens burgemeester van Nigtevecht                                                                                  |
| 1911 - 1945  | L. Schiethart                                                        |                    | tevens burgemeester van Nigtevecht                                                                                  |
| 1945         | H.J. Doude van Troostwijk                                            | NSB                | tevens burgemeester van Nigtevecht en Loenen, eerder burgemeester van Mijdrecht en Wilnis                           |
| 1945 - 1946  | L. Schiethart                                                        |                    | tevens burgemeester van Nigtevecht                                                                                  |
| 1946 - 1964  | F.D. Sprenger                                                        |                    | tevens burgemeester van Nigtevecht (1946-1968)                                                                      |